# Михалис Фуридис
Михаил (Михалис) Фуридис или капитан Лимбердос (на гръцки: Μιχαήλ, Μιχάλης Φουρίδης, καπετάν Λίμπερδος) е деец на гръцката въоръжена пропаганда в Македония от началото на XX век.

## Биография
Михалис Фуридис е роден в Паница или в съседното Лимбердо. Достига офицерски чин в гръцката армия и се включва в гръцката въоръжена пропаганда в Македония с псевдонима капитан Лимбердос. Присъединява се към четата на Захариас Пападас (капитан Фуфас) и участва в нападението на Палеор на 8 май 1907 година, при което загива Пападас. Самият Фуридис запалва къщата на българския учител Кире Бънчелов.
През 1914 година образува своя чета от Мани и действа в Северен Епир. По-късно пише стихотворения във възхвала на така наречената „Македонска борба“.